# Sint-Adrianuskerk (Esbeek)

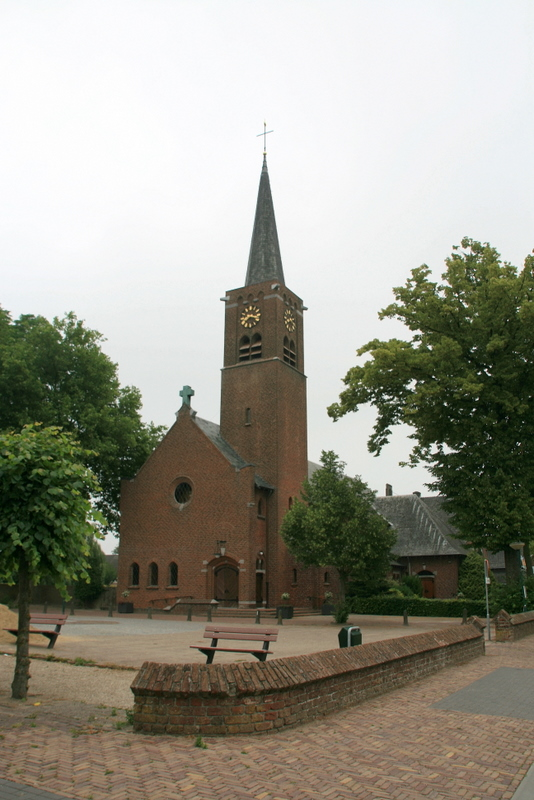
Sint-Adrianuskerk

De Sint-Adrianuskerk is een voormalige parochiekerk in de tot de Noord-Brabantse gemeente Hilvarenbeek behorende plaats Esbeek, gelegen aan de Dorpsstraat 8.

## Geschiedenis
In de loop van de 19e eeuw groeide Esbeek uit van een aantal verspreide gehuchten tot een dorp. In 1889 werd het een zelfstandige parochie terwijl al in 1888 met de bouw van een kerk werd begonnen. Deze kerk was ontworpen door H.R. Hendriks. Het betrof een bakstenen neogotisch kerkgebouw met naastgebouwde toren. De kerk werd in 1936 gesloopt en vervangen door een nieuwe kerk naar ontwerp van Franciscus Joannus Vervest en Jakobus van Buijtenen. Hierbij werd de toren gespaard maar deze kreeg wél een nieuwe gevelbekleding.
In 2012 fuseerde de parochie en in 2013 werd de kerk onttrokken aan de eredienst. In 2018 werd de kerk aangekocht door de gemeente en ging dienst doen als schoolgebouw en kinderopvang.

## Gebouw
Het betreft een bakstenen kerkgebouw in een stijl die refereert aan die van Alexander Kropholler.